# لنز کانن ئی‌اف ۲۰میلی‌متر
لنز کانن ئی‌اف ۲۰میلی‌متر (به انگلیسی: Canon EF 20mm lens) نام لنز دوربین عکاسی از نوع لنز واید است که توسط شرکت کانن تولید می‌شود. فاصلهٔ کانونی این لنز ۲۰ میلی‌متر، دیافراگم آن دارای ۵ تیغه و ضریب اف آن اف۲٫۸ تا اف۲۲ است. این لنز در 2001 میلادی تولید و عرضه شده‌است.